# 罗卡普廖拉
罗卡普廖拉（義大利語：Rocca Priora），是意大利拉齐奥大区罗马首都广域市的一个市镇。总面积28.07平方公里，人口11873人，人口密度423.0人/平方公里（2009年）。ISTAT代码为058088。